# Tetropium oreinum
Tetropium oreinum là một loài bọ cánh cứng trong họ Cerambycidae.